# ジ・O
ジ・O（ジ・オ、THE-O）は、「ガンダムシリーズ」に登場する架空の兵器で、有人操縦式の人型機動兵器「モビルスーツ (MS)」のひとつ。初出は、1985年放送のテレビアニメ『機動戦士Ζガンダム』。
作中の敵側勢力である地球連邦軍の軍閥「ティターンズ」に合流する木星船団の指揮官パプテマス・シロッコが、自身の専用機として開発する。ずんぐりした体型の大型機であるが、機動性は高い。グリプス戦役の終盤において、主人公カミーユ・ビダンが搭乗するΖガンダムや、アクシズ（ネオ・ジオン）の指導者ハマーン・カーンが搭乗するキュベレイと渡り合う。
本記事では、外伝作品などに登場する関連機体についても記述する。

## デザイン
デザインは小林誠が担当。アニメ最終回が迫っていることから、模型化を考慮せずにデザインの発注が行われた。
小林によれば本機はリック・ディアスの発展機であり、胸部デザインはポルシェ・935のフロント周りがイメージベースとも語っている。Bクラブ3号にはポルシェ928のテールをモチーフにした、と発言。「ザクIIにヘルメットを被せてみた」というマラサイと同じく、低年齢視聴者層へのサービスと考えてデザインしたという。歩行は基本的に考えず、陸戦ならばホバー、宇宙ではスラスターで行動という設定であり、ジオングと差別化の意味も含めてフレームのみの逆関節脚部や巨大なスカート装甲を配置している。
小林自身も本機のデザインモチーフを気に入っており、自身のイラストや漫画、メカデザインなどで頻繁に使用された（『ドラゴンズヘブン』のネオジオ、『SAMURAI 7』の紅蜘蛛など）。電撃ホビーマガジンにもデザインを現代風にリファインした「ジ・オ」のイラストや作例を何度か掲載し、ついには自分の息子に「児央（ジオ）」と名付けたほどである。

## 設定解説
シロッコがエゥーゴやアクシズとの最終決戦に臨むべく、巨大輸送船ジュピトリスの工廠にて設計・開発したPMXシリーズMSの4番目の機体。重MSに位置付けられる。
シロッコ自身の専用機として開発されたワンオフのMSであり、管制システムには独自開発の機器「バイオセンサー」が導入されている。これはZガンダムなどに搭載されたアナハイム・エレクトロニクス (AE) 社製のバイオセンサーと同名であるが、開発経緯はまったく異なっており、似て非なるものとされる。
ビット兵器に代表される遠隔誘導端末の制御機能を有してはいないが、感応波の増幅並びに追従性能向上に対する効果は大きく、機体制御の補佐システムとして優秀な性能を有している。なお、シロッコがコックピット内でもノーマルスーツを着用しないのは、本機のインターフェイスを完全に稼働させるためである。
頭頂部にはマルチプルライトプロジェクターを装備する。『劇場版 機動戦士ZガンダムIII 星の鼓動は愛』では、ミノフスキー粒子の影響を受けずに十字状の可視光線を照射している。
機体背部には加速用のスラスターを持ち、モビルアーマー (MA) を凌駕する推力をもたらす、さらに全身の装甲上には50基もの姿勢制御用スラスターが配されており、機体の運動性は高い。各スラスターはあらゆるベクトルに対応しており、MSよりもMAに近い特性を持つ。本機のボディユニットは、これらのスラスターとプロペラントタンクの集合体で構成されている。
本機はMS1機を凌駕する大出力のジェネレーターと強固な装甲を持ち、空間戦闘用に特化されているうえ、脚部や各部の装甲は一般的なMSのそれとは構造が大きく異なり、スラスターとカウンターウェイトの機能を統合した複合的な機動ユニットとして設計されている。脚部モジュールは1G環境における歩行脚としての機能も有するが、スラスターや装甲の特性からランディングギアとしての意味合いが強い。
武装面ではビーム・ライフルおよびビーム・ソードを携行するのみであり、グリプス戦役末期のMSとしては比較的簡素な仕様となっている。これらの武装をより有効に活用すべく、通常の腕以外に独立したサブ・マニピュレーター（隠し腕）を腰部フロントスカートに内蔵する。通常のマニピュレーターと同様のエネルギーサプライシステムを持ち、武装の携行とビーム・ソードのドライブが可能。
機体名は神の意思を表す。

### 武装
ビーム・ライフル
長さ20メートル、出力2.6メガワット。集束率や命中精度が高く、信頼性に優れる。また、メガランチャー級の高出力ビームを発射かつ連射できるともいわれる。シロッコが独自開発したものであり、他機での運用はほぼ不可能（ただし、後述のタイタニアでは同型のビーム・ライフルの携行も検討されている）。エネルギーパックも独自規格のものを採用している。
ビーム・ソード
腰部サイドアーマーに2基ずつ計4基を装備。出力は0.39メガワット。一定方向にバイアスがかかったビーム刃を形成することから「ソード」と呼称されるが、「ビーム・サーベル」と呼ばれる場合もある。
小型メガ粒子砲
小説版にのみ登場する武装で、肩や胴体の各所に配置されている。

### 劇中での活躍
第46話で初登場。シロッコが搭乗し、パラス・アテネとボリノーク・サマーンを従え、ハマーンとの会談のためアクシズの旗艦グワダンへ赴く。ハマーンとの決裂後はキュベレイと交戦、ファンネルをビーム・ライフルで数機撃ち落としたあと、強力なニュータイプ同士のプレッシャーにより並みのパイロットには届かない次元での戦闘を繰り広げるが、エゥーゴのアーガマ隊の介入によりボリノーク・サマーンを失い、撤退する。
第49話の後半、コロニーレーザー争奪戦の最中にふたたび出撃。パラス・アテネと別れ、第50話（最終話）でエゥーゴが掌握したコロニーレーザーを発射不能にするため内部の発振器の一部を破壊するが、発射体制に入ったため脱出。その後、ジュピトリス近傍でΖガンダムと交戦、カミーユが戦死した人々の思念に体を貸してのウェイブライダー形態での特攻の際に本機は制御を失い、ウェイブライダーの機首にコックピットを押し潰されて爆発する。
小説版では、全身のメガ粒子砲の斉射によってキュベレイのファンネルを破壊するほか、流れ弾がガンダムMk-IIに命中して同機のパイロットであるエマ・シーンに致命傷を与える。最後はΖガンダムの発生させた超常現象によって制御不能に陥り、コロニーレーザーの閃光に呑み込まれて消滅する。
漫画『機動戦士ガンダム ヴァルプルギス』では、回想でシロッコが搭乗してのテストの様子が描かれる。負荷試験全行程終了のあと、「慣らし運転」としてビットを模した小型攻撃端末3ダースとの模擬戦で傷ひとつ付かない結果を収める。シロッコは本機の開発に参加したトニオ・マンハイムに本機の感想を問われ、「出色の出来物」と評している。また、本機の残骸（腰部を除く胴体部および左肩、これらから外れた形で頭部。パイロットは勿論ブラックボックスも爆発に飲まれてしまっている）はエゥーゴによって回収されており、詳細な解析をおこなうも関節駆動系・姿勢制御系ともに「異常なし」とされる。その後、残骸はマーレイ・クリストフ准将の手によってグラナダの地下に安置される。

## タイタニア
TITANIA （型式番号：PMX-004）
ゲーム『SDガンダム GGENERATION』シリーズに登場。ジ・Oの発展型として、シロッコがグリプス戦役後の「新時代」を見据えて構想し、ジュピトリスで設計をおこなっていた機体。アクシズの技術であるサイコミュ・システムを搭載し、ファンネルを装備しているのが特徴で、これはシロッコとハマーンの一時的癒着による産物であると言われる。「隠し腕」は両肩に2対ずつ装備されており、6本のビーム・ソードによる攻撃も想定されている。携行武装はデュアル・ビーム・ガン、あるいはジ・Oと同型のビーム・ライフル。なお、本機にはIフィールド・バリアを搭載する予定もあったという。
シロッコは、本機を戦後に世界を統治する女性のための機体と考えていたとされ、同じPMXシリーズのパラス・アテネを踏襲した外観と、純白のカラーリングが象徴的である。しかし、シロッコの戦死により開発は中止される。
ゲーム『SDガンダム GGENERATION GATHER BEAT2』では、カテジナ・ルースがパイロットを務める。

### タイタニアII
TYTANIA II （型式番号：PMX-004-2）
漫画『機動戦士ガンダム ヴァルプルギス』に登場。本編への登場に先駆け、書籍『機動戦士ガンダム 新訳MS大全集 U.C.0081-0090』にカラー設定画が掲載された。
タイタニアの計画を引き継ぎ、完成させた機体。ジュピトリス残党組織「クラン」によって仕様変更が加えられ、当時の水準のMSとして完成しているため、名称に「II」を冠する。機動性の高いMA形態に変形可能。左前腕部に装備する円形のシールドの中央には、Iフィールド発生器を搭載している。
劇中での活躍
クランのメンバーを乗せて木星圏を脱出しようとする往還船「ジュノーン」に搭載されている。拘束・連行されるフィオリーナ・フィリーを取り返すため、ジュノーンに肉迫するマシロ・オークスのフルアーマー・オーヴェロンに反応するようにフィオリーナの胸のタリスマンが発光し、これに呼応して本機のコックピットのモニターにもタリスマンが光り、無人のまま起動。ジュノーンの外壁にビームで穴を開けてオーヴェロンの前に現れ、キックでジュノーンのブリッジに叩きつける。クランのメンバーとともに宇宙空間へ吸い出されたフィオリーナをロッド・マニピュレーターで捕獲してコックピットに引きずり込み、彼女に何らかの薬物を注射して座らせる。フィオリーナはクランのリーダーであるハイファンによる偽物のシロッコの声に従ってオーヴェロンに襲いかかるが、マシロの説得によって我に返り、ジュノーン船内にいるハイファンを狙撃して殺害する。しかし、薬物によって敵意を増幅されたフィオリーナはなおもオーヴェロンに攻撃を続ける。
一進一退の攻防の中、戦死したフィオリーナの姉コンチェッタの思念体の要請により、アリーゼ・マテバのファーヴニルが超長距離から放つハイ・メガ・キャノンの直撃をシールドのIフィールドによって防ぎきるが、これにより出力の大半を消費してしまったうえ、2射目を警戒する隙を突いたオーヴェロンに懐へ入られる。サイコミュの共鳴による（シロッコやほかの得体の知れない思念体も含む）やりとりの結果、落ち着きを取り戻したフィオリーナは脱出ポッドを作動させ、オーヴェロンにキャッチされる。本機のその後は不明。

## ジ・O II
漫画『機動戦士ガンダム ジオンの再興』に登場するMS。小林誠のイラストが元になっている。
ジ・Oの開発に携わっていたジオン系技術者が、宇宙戦用の試作機をベースに重装甲・重武装の要塞攻略用として製造した陸戦型機体で、脚部に計12基のホバーユニットを搭載している。全高は30メートル近くあり、シロッコのジ・Oより一回り大きい。銃身の長さが通常型MSの全高とほぼ同サイズの巨大なマシンガンを携行するほか、胸部に2連装カノン砲、背部に地対空ミサイルなどを装備する。頸部の砲口らしき部分から発砲している描写もあるが、詳細は不明。脚部の隠し腕でビームソードを使用することも可能。砂漠戦仕様の本機はごく少数が生産され、前線に投入されたとされる。
劇中での活躍
ネオ・ジオン軍の地球撤退を支援すべく、フレデリック・F・ブラウン大尉と共に最前線へ送り届けられた。地対空ミサイルでA/FMSΖ-007IIの編隊を壊滅させるなど指揮官機として活躍するが、旗艦ガイア護衛中にΖΖガンダムの奇襲を受けて両腕を喪失し、隠し腕のビームソードも通用しなかったため、そのまま巨体でΖΖガンダムを押さえつけて乗員退避を支援した。直後に至近距離からハイメガキャノンの直撃を受けて撃破されるが、コックピットは損傷を免れていたため、ブラウン大尉はマウアー大尉のシュツルム・イェーガーに救出され、生還した。

### ブレッダ
漫画『機動戦士ガンダム ジオンの再興』、および『ホビージャパン8月号別冊 機動戦士ガンダム「新世代へ捧ぐ」』や『新MS戦記 機動戦士ガンダム短編集』収録の短編「SIDE OPERATION OF ZION 0092」に登場。
ジ・OIIの小型版ともいえる機体。ジ・OIIは高性能ではあるが機体サイズが大きく、敵の目標になりやすいことから大きな損傷を負うことが少なくなかった。そのため、ジ・OIIのノウハウを活かした通常MSサイズの実験機が数機試作されたといわれる。そのうち、非公式ながら唯一記録として残っているのが本機であり、ジ・OIIをベースとした軽量型MSとして試作されている。先行量産型10機が地上で実戦テストをおこなったとされるが、戦果などは公表されておらず、連邦側にもヨーロッパ戦線で1回だけ遭遇した際に記録されたデータが残されているだけである。
作中での活躍
『ジオンの再興』では、宇宙世紀0092年にネオ・ジオン軍の地球残存部隊がヴィルボトン基地から宇宙へ脱出する際にブラウン大尉が搭乗。複数のΖΖガンダムやA/FMSZ-007II ZETAから構成される大部隊に包囲されるが、クルツ大尉のサザビーやマイヤー小尉のG-3の援護もあり、ザンジバルに搭載され、宇宙へ上がる。
「SIDE OPERATION OF ZION 0092」では特殊部隊所属のクレイが搭乗。後方奇襲撹乱作戦のため、ガウあるいはそれに曳航される輸送機に搭載されるが、目標ポイント到着前に連邦軍の試作MA「G-RAY」の攻撃を受けて脱出し、ブラウン大尉のジャギュアと共に応戦する。ジャギュアが囮になっている間にG-RAYの背部に飛び乗ってメイン・ノズルの破壊に成功するが、直後にミサイル・ハーガンで捕縛されて超至近距離からの射撃で撃破される。
PCゲーム『機動戦士ガンダム アドバンスドオペレーション』では、宇宙世紀0089年にネオ・ジオン軍のエースパイロットであるシンクレア少佐が搭乗する。
デザイン
OVA『機動戦士ガンダム0080 ポケットの中の戦争』の近藤和久によるイメージイラストでは、この機体の頭部を持つMSがケンプファーの暫定的デザインとして描かれている。

### ジャギュア
「SIDE OPERATION OF ZION 0092」に登場。
ブレッダの発展型で、武装や推力が強化されているが、もはやジ・Oの面影はない。同じクラスのサザビー（陸戦用重装型）よりわずかに性能は上とされる。しかし、組み立てに非常に時間とコストがかかることから生産数は7機にとどまっており、正確なデータは得られていない。なお、外観の若干異なる宇宙用の機体も存在する。
作中での活躍
特殊部隊の隊長機としてフレデリック・F・ブラウン大尉が搭乗する。後方奇襲撹乱作戦のため、ガウに曳航される輸送機に搭載されるが、目標ポイント到着前にG-RAYの攻撃を受けて脱出し、残存機体を率いて連邦軍MS隊と交戦する。G-RAYの攻撃で左腕を破壊され、味方機はほぼ殲滅されるが、クレイのブレッダの攻撃で行動不能に陥ったところを撃破する。単機で撤退したこの戦闘は未確認であるため、ジオン軍公式戦闘報告には記録されていない。